# Kukkuripa

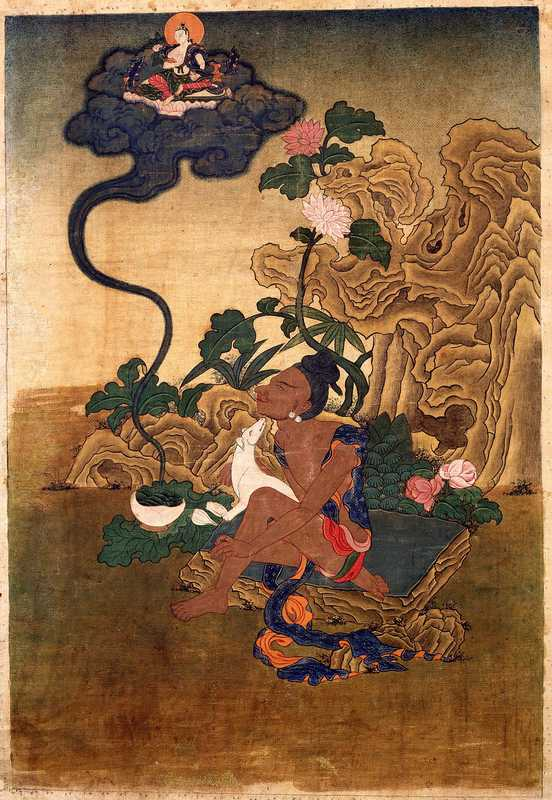
Mahásiddha Kukkuripa

Kukkuripa byl jeden z 84 mahásiddhů a mistr buddhismu vadžrajány v Indii.
Kukkuripa byl bráhman a žil v Kapilavastu v severní Indii. Snažil se vyřešit otázku existence a nakonec vložil svou důvěru v tantru. Časem si vybral cestu odříkání. Započal svou potulnou kariéru tím, že se pomalu prožebrával směrem k jeskyním v Lumbiní.
Jednoho uslyšel jemné kňučení, které vycházelo z podrostu. Podíval se tam a našel mladou fenku, která byla k smrti vyhladovělá. Pohnut k lítosti, zdvihl ji a vzal ji s sebou na dlouhou cestu, dělil se s ní o obsah své žebrací misky a s radostí pozoroval, jak sílí a nabývá zdraví. V době, kdy dorazili do Lumbiní, si Kukkuripa již tak zvykl na její oddanou a srdečnou společnost, že si nedovedl představit život bez ní. Tak vyhledal jeskyni, která byla dost velká pro oba. Každý den, když vyrazil žebrat, stála na stráži a čekala trpělivě, až se vrátí. Kukkuripa byl tak hluboce zabrán do recitování své mantry, že 12 let uběhlo tak rychle, jako jeden rok. Jógi si toho téměř nevšiml, a mezitím získal zázračné síly jasnozřivosti a zázračného vhledu. Známý jako guru Kukkuripa, Psí milenec, vrátil se do Kapilavastu, kde žil dlouhý život v nesobecké službě druhým. Ve správný čas vstoupil do čisté země dákiní spolu s ohromným zástupem svých žáků.